# Fosse no 2 - 7 des mines de Meurchin
La fosse no 2 - 7 de la Compagnie des mines de Meurchin est un ancien charbonnage du bassin minier du Nord-Pas-de-Calais, situé à Meurchin. Le puits no 2 est commencé en mars 1863. Le fonçage se passe sans trop de difficultés, un premier accrochage est établi à 197 mètres, le gisement est ensuite plus brouillé, un second accrochage est établi à 240 mètres, mais une première venue d'eau à 35° ; puis, à quinze mètres du puits, une deuxième source d'eau à 40°, qui fournit bientôt 20 000 hectolitres par 24 heures se produisent. La fosse est inondée et abandonnée en février 1866. La source minérale sulfureuse est exploitée au début des années 1870. Une pétition a été envoyée au ministre de la Guerre le 12 novembre 1873 afin que l'eau soit utilisée pour le traitement des blessures des militaires, mais le 30 mai 1877, une réponse négative est envoyée à la Compagnie, étant donné que la composition de l'eau varie selon les bouteilles, ce qui devait être dû au mode de captage de l'eau. Après quelques décennies d'abandon, la fosse est reprise. Le puits no 7 est commencé en 1913.
La Compagnie de Meurchin est rachetée par celle de Lens en 1920. Le puits no 7 est abandonné en 1933, le no 2 trois ans plus tard, c'est cette même année que la fosse no 1 cesse d'extraire, tout en continuant de servir pour le service de la fosse no 3 - 4.
Au début du XXIe siècle, Charbonnages de France matérialise les têtes des puits nos 2 et 7. Le carreau de fosse est devenu un bosquet. Les terrils nos 69 et 69A ayant une trop faible volumétrie, ils n'ont pas été exploités. La cité Fachoda a été détruite en 2010.

## La fosse
Six ans après avoir commencé une première fosse à Bauvin, et avoir foncé puis abandonné une avaleresse à Carvin, la Compagnie des mines de Meurchin ouvre une seconde fosse.

### Fonçage
La fosse no 2 est entreprise à Meurchin en mars 1863,, à 300 mètres au nord du chemin reliant Meurchin à Carvin, à 1 290 mètres à l'est-sud-est de la fosse no 1. Le niveau est franchi à l'aide d'une pompe de 55 centimètres de diamètre est 2,50 mètres de course, donnant trois coups par minute. Le terrain houiller est atteint à 132,50 mètres. Jusqu'à 185 mètres, le puits rencontre des schistes compacts, noirâtres et très siliceux (phtanites) ; de 185 à 190 mètres, les schistes sont mélangés de rognons de calcaire. La première veine, irrégulière, de 60 centimètres est découverte à 194 mètres, la deuxième veine de 50 centimètres, à 203 mètres. À partir de 213 mètres, une partie de la fosse se trouve dans les terrains bouleversés, sans consistance ; l'autre partie continue à traverser des assises plus régulières de schistes noirâtres. Une faille presque verticale est découverte, le puits présente de grandes difficultés dans l'approfondissement. Le diamètre du puits est de 4,08 mètres et le cuvelage va de 9,20 à 88,83 mètres.
En 1866, on ouvre un accrochage à 240 mètres, un autre a précédemment été ouvert à 197 mètres. La bowette sud est entièrement dans le calcaire. Elle recoupe une première venue d'eau à 35° ; puis, à quinze mètres du puits, une deuxième source d'eau à 40°, qui fournit bientôt 20 000 hectolitres par 24 heures ; et la fosse se remplit d'eau et doit être abandonnée. La profondeur totale est de 250 mètres. L'eau minérale est très sulfureuse. Plusieurs tentatives sont faites pour l'utiliser, mais sans résultat.
La position de la fosse a été déterminée par les deux sondages nos 178 et 18, qui ont rencontré le terrain houiller et la houille. Le creusement de cette fosse à travers les nappes aquifères de la craie n'offre rien de particulier. Elle atteint le terrain houiller à 132,50 mètres, et son approfondissement est poursuivi jusqu'à 185 mètres sans présenter d'autres caractères saillants que la rencontre de schistes noirâtres et très siliceux, connus sous le nom de phtanites.
De 185 à 190 mètres, les schistes sont mélangés de rognons de calcaire et, à cette dernière profondeur, un banc de calcaire de vingt centimètres d'épaisseur est traversé. On retombe ensuite dans des schistes calcareux, puis on atteint, à 194 mètres, une première veine irrégulière de houille de 60 centimètres ; puis, à 203 mètres, une deuxième veine, également irrégulière, de 50 centimètres, ayant leur pendage au nord-est. À la profondeur de 213 mètres, la nature du terrain se modifie : une partie de la fosse se trouve dans des terrains bouleversés, sans consistance ; l'autre continue à travers des assises plus irrégulières de schistes noirâtres. On constate que la partie bouleversée est une faille presque verticale ; l'approfondissement présente de grandes difficultés d'exécution par suite du peu de solidité du terrain. À 240 mètres, on établit deux accrochages, après avoir achevé le goyau et le guidage pour les cages sur toute la hauteur du puits.

### Inondation de la fosseno2
L'accrochage du sud traverse la faille et atteint bientôt le calcaire. C'est alors qu'une venue d'eau chaude à 35° se déclare, à quatre mètres au-dessus de l'accrochage, au contact du calcaire et des terrains de débris qui remplissent la faille. Elle est de 1 000 hectolitres par 24 heures.
On poursuit les bowettes. Celle du nord-ouest rencontre des schistes mélangés de pyrites, ou phtanites, puis les deux petites veines traversées dans la fosse, et parvient à 55 mètres du puits. Celle du sud-est se poursuit en même temps à travers le calcaire, lorsqu'à quinze mètres de l'accrochage, une nouvelle venue d'eau, à la température de 40°, se déclare. À l'origine, de 1 500 hectolitres par 24 heures, elle augmente d'une manière tellement rapide par l'agrandissement de l'ouverture qui lui donne passage, qu'elle arrive au chiffre de 20 000 hectolitres par jour, et envahit bientôt toutes les galeries et la fosse. On tente un épuisement par tonneaux qui s'élève à 8 000 hectolitres par 24 heures ; mais les eaux ne baissent pas au-dessous de la profondeur de 65 mètres, et on abandonne la fosse.
Les renseignements qui précèdent sont extraits d'un rapport demandé par la Compagnie de Meurchin, en 1866, à Messieurs de Bracquemont et De Clercq, sur le parti à prendre au sujet de la fosse no 2. Ils conseillent d'abandonner cette fosse, en motivant leur avis sur ce qu'elle ne présente aucune ressource en profondeur, et qu'elle doit atteindre le calcaire très promptement. Selon eux, les nappes d'eau rencontrées ne doivent pas diminuer après un épuisement plus ou moins long, ainsi que cela a lieu fréquemment ; elles doivent fournir davantage même par la continuation des travaux. Le conseil de Messieurs de Bracquemont et De Clercq a été suivi, et la Compagnie de Meurchin abandonne complètement la fosse no 2, dans laquelle il a été dépensé 351 936,51 francs, qui ont été entièrement perdus.

### Source minérale sulfureuse
L'eau rencontrée par la fosse no 2 a une température de 40 à 42° à 200 mètres de profondeur ; à neuf mètres au-dessous du sol, niveau où elle se maintient, elle est encore à 26°. D'après une analyse faite à l'École des Mines en 1870, elle renferme par litre 0,031 gramme d'acide sulfhydrique, 0,369 gramme d'acide carbonique libre ou combiné, 1,460 gramme de chlorure de potassium et de sodium, 1,848 gramme de sulfate de soude, de chaux et de magnésie, 0,172 gramme de carbonate de chaux et de magnésie et 0,021 gramme de silice et peroxyde de fer, soit un total de 3,907 grammes,.
Elle contient 0,028 à 0,031 gramme d'hydrogène sulfuré. C'est une des eaux les plus sulfureuses que l'on connaisse en France ; elle vient immédiatement après celle d'Enghien-les-Bains, qui en renferme 0,038. Les autres eaux minérales sulfureuses en tiennent une proportion bien plus faible. Ainsi on n'en trouve que 0,024 gramme dans les eaux de Bagnères-de-Luchon, 0,018 gramme dans les eaux d'Aix-les-Bains, 0,013 gramme dans les eaux de Barèges et 0,009 gramme dans les eaux d'Aix-la-Chapelle et Eaux-Bonnes.
L'eau sulfureuse de Meurchin ne s'altère presque pas. Une bouteille en verre vert, remplie de cette eau titrant 0,029 gramme d'hydrogène sulfuré, conservée à la lumière pendant quinze jours, en renfermait encore 0,027 gramme, tandis que l'eau d'Enghien en perd presque la moitié en trois jours. L'eau de Meurchin a été employée dans les environs comme eau minérale ; et, sur un rapport de l'Académie de médecine, le Ministre du Commerce et de l'Agriculture en a autorisé l'exploitation. Ainsi, à la fosse no 2 de Meurchin, comme du reste dans plusieurs sondages exécutés au nord de la fosse, on a constaté qu'il existe dans le calcaire carbonifère, en contact avec le terrain houiller, des sources thermales sulfureuses très abondantes qui obligent les exploitants à se prémunir contre l'inondation de leurs travaux lorsqu'ils s'approchent de la formation de calcaire carbonifère,.
Une note, due à l'obligeance de M. Thiry, ingénieur-directeur de la Compagnie de Meurchin, complète d'une manière intéressante les détails donnés ci-dessus sur la source minérale de la fosse no 2. Dès que la première émotion causée par la perte du puits a été calmée, la Compagnie s'occupe de la possibilité de reprendre les travaux. Messieurs De Clercq et de Bracquemont, consultés, ayant conseillé à la société d'abandonner la fosse, la Société ne songe plus qu'à utiliser les propriétés sulfureuses de l'eau qui a fait irruption dans les travaux. Par un arrêté ministériel en date du 25 mars 1872, la Société est autorisée à exploiter pour l'usage médical et à livrer au public l'eau de la fosse no 2. Quelques bouteilles sont livrées au public, au prix de 60 centimes la pièce, par l'entremise de M. Lemaire, pharmacien à Béthune. L'eau est toujours puisée à l'aide de bouteilles vides fortement bouchées, descendues à l'aide d'un poids dans le puits : la pression fait passer le bouchon dans la bouteille qui se remplit, et à la remonte, le bouchon vient de lui-même se replacer au goulot. Cette méthode fait perdre une partie des principes gazeux de l'eau. On construit un petit tonnelet très solide, en chêne, sans ferrure ; on l'entoure d'une épaisse couche de gutta-percha ; on ménage dans cette couche une soupape conique fixée à une tige métallique entourée de gutta-percha et, à cette tige, on suspend une charge de plomb calculée de manière à permettre à la soupape de se lever à la profondeur de 240 mètres. Un robinet en nickel permet la vidange dans les bouteilles. On remonte ainsi de l'eau très chargée de gaz, sous une pression relativement élevée. Si, au lieu d'un robinet de vidange, on avait adapté au tonnelet l'appareil servant au remplissage des bouteilles d'eau de Seltz, on aurait eu de l'eau gazeuse sous pression dans les bouteilles. La Société, reculant devant les frais de première installation de piscines ou de baignoires, adresse le 12 novembre 1873, à M. le Ministre de la Guerre, une pétition à l'effet d'obtenir que les eaux de Meurchin soient désignées comme devant servir au traitement, aux frais de l'État, des anciens militaires et marins, du nord de la France, dont les blessures et les infirmités contractées au service nécessiteraient l'emploi de l'eau sulfureuse. Si l'expérience démontre que l'usage de ces eaux était curatif, il y a des chances pour que la fosse no 2 deviennent un siège d'une station de bains sulfureux.
Avant de donner suite à la demande des Mines de Meurchin, le conseil de santé des armées a fait faire l'expérimentation de l'eau à l'hôpital militaire de Lille, à celui du Val-de-Grâce et à celui du Gros-Caillou. Trois cents bouteilles ont été envoyées à ces trois établissements. Le 30 mai 1877, le Ministre de la Guerre fait connaître à la Société que l'expérimentation de l'eau minérale de Meurchin faite dans les hôpitaux militaires du Val-de-Grâce, du Gros-Caillou et de Lille, a permis de reconnaître que la composition de cette eau n'est pas fixe, certaines bouteilles ayant donné, à l'analyse, une grande quantité de principes sulfureux, tandis que d'autres n'en contiennent pas du tout. En conséquence, le Conseil de santé a émis l'avis que, tant que le régime de cette eau minérale ne sera pas mieux établi, il n'y aurait pas lieu d'en introduire l'usage dans les hôpitaux militaires. Cet échec, dû sans doute à l'imperfection du mode de captage de l'eau, a mis fin aux tentatives de la société en vue de l'utilisation des eaux de la fosse no 2. Le niveau de l'eau sulfureuse, dans le puits, est à trois mètres environ au-dessous de la nappe d'eau environnante.

### Exploitation
Après plusieurs décennies d'abandon, la fosse no 2 est reprise. En 1913, un puits no 7 y est adjoint, et creusé à 33 mètres au nord-nord-ouest du puits no 2, parallèlement à la route.
La Compagnie de Meurchin est rachetée par celle de Lens en 1920. Le puits no 7 est abandonné en 1933, et le no 2 en 1936. C'est également en 1936 que la fosse no 1 cesse d'extraire.

### Reconversion
Au début du XXIe siècle, Charbonnages de France matérialise les têtes de puits nos 2 et 7. Le BRGM y effectue des inspections chaque année. Le carreau de fosse est devenu un bosquet.

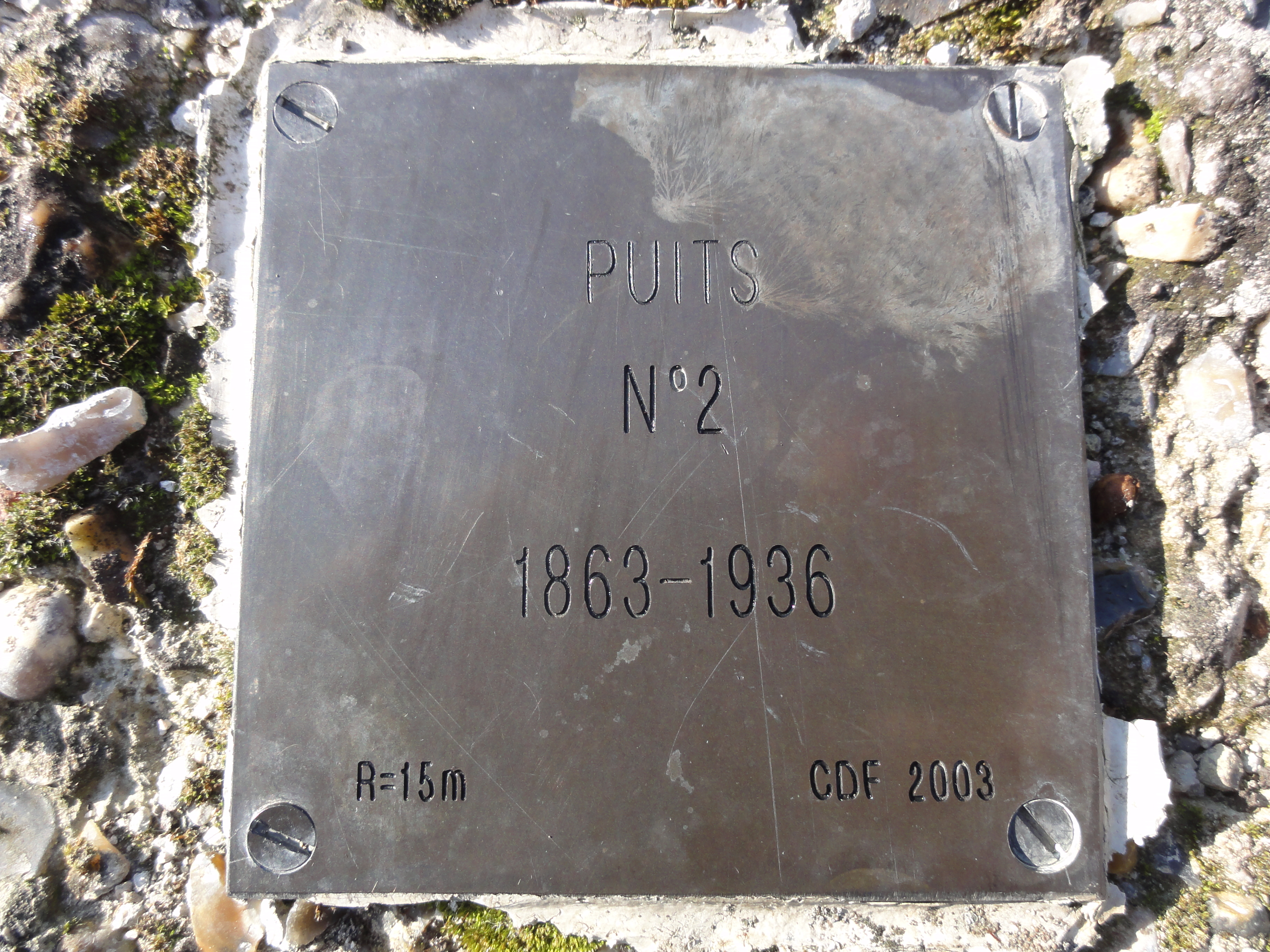
Puits no 2, 1863 - 1936.
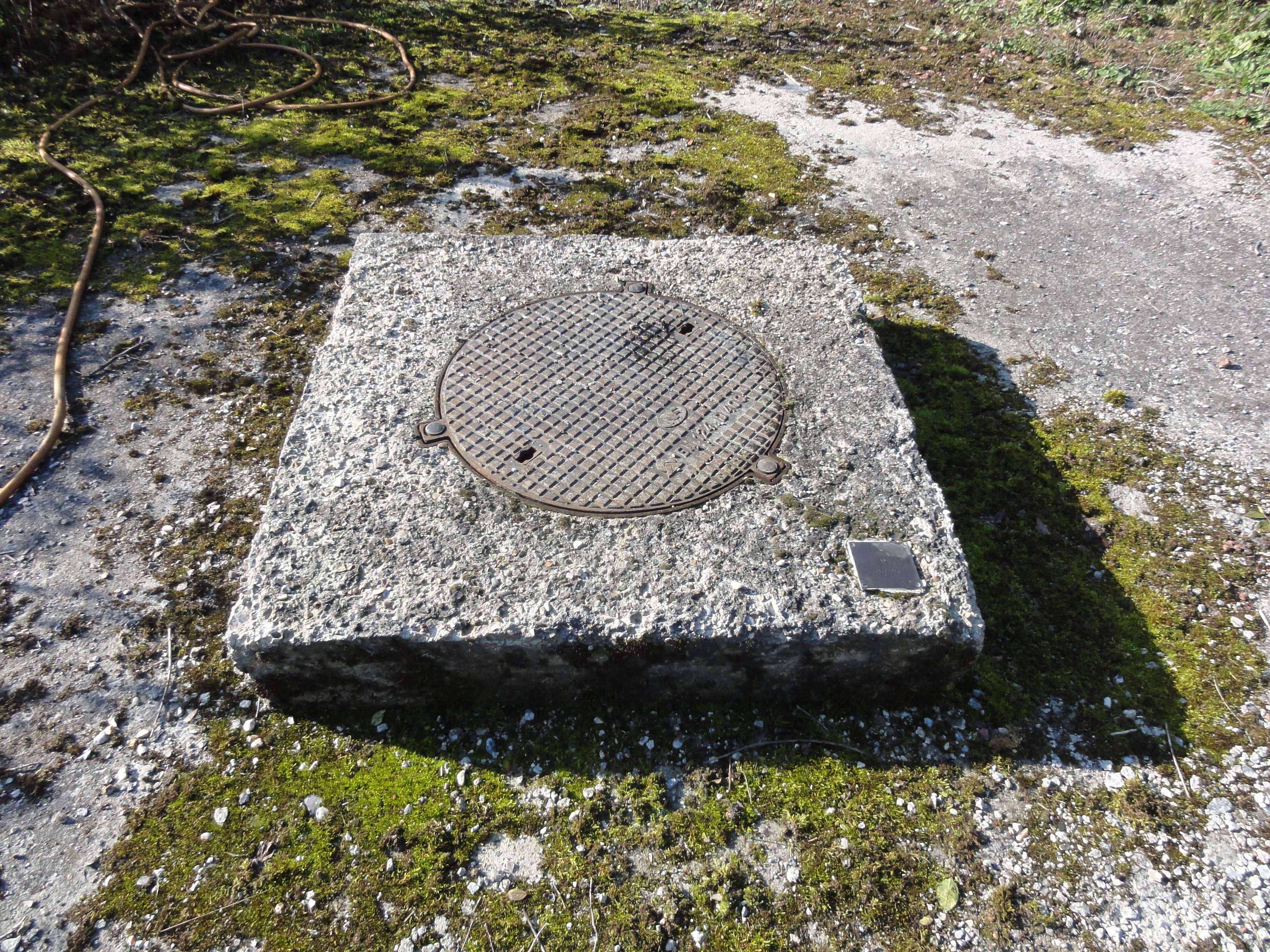
La tête de puits matérialisée no 2.
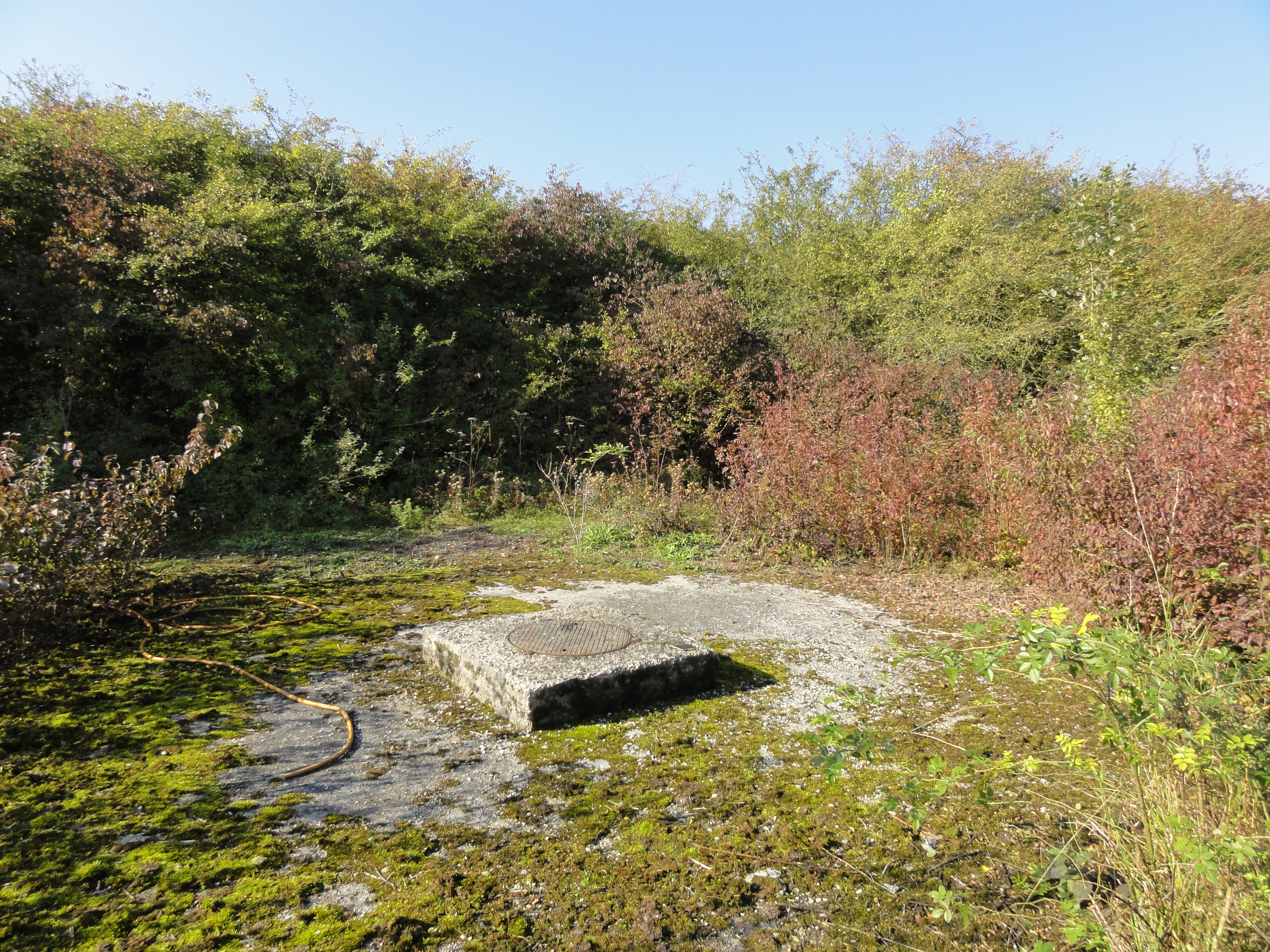
Le puits no 2 dans son environnement.
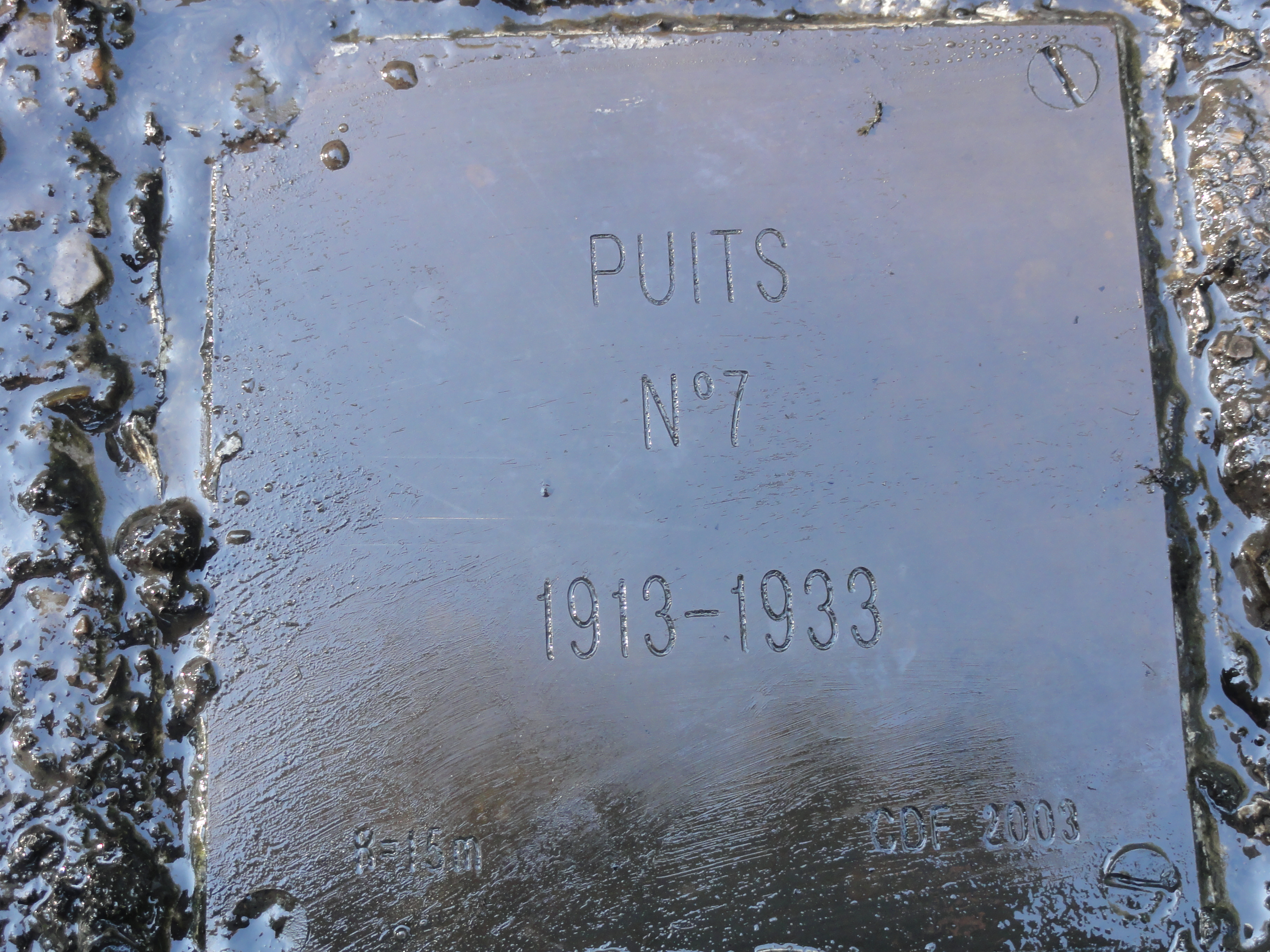
Puits no 7, 1913 - 1933.
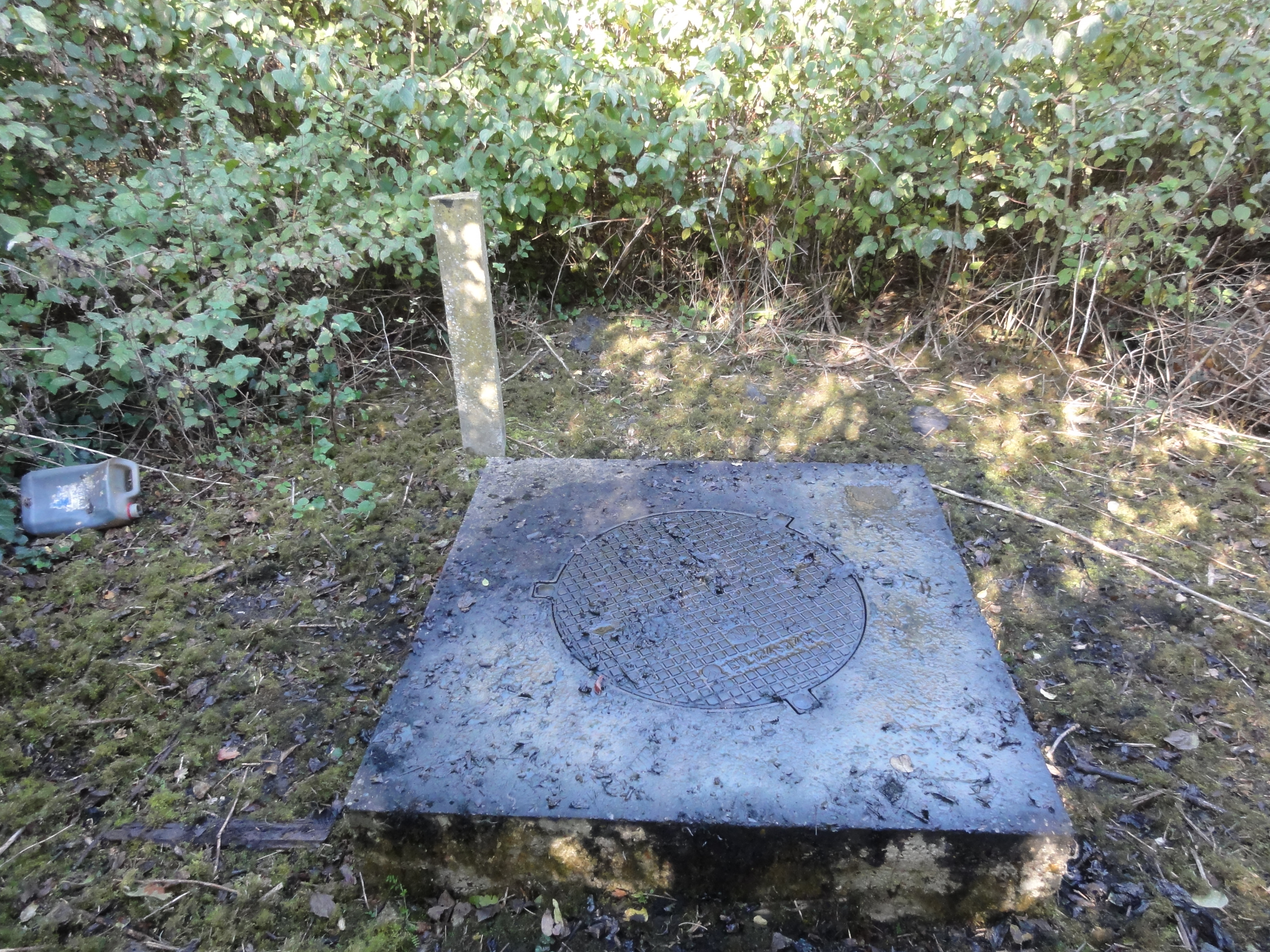
La tête de puits matérialisée no 7.
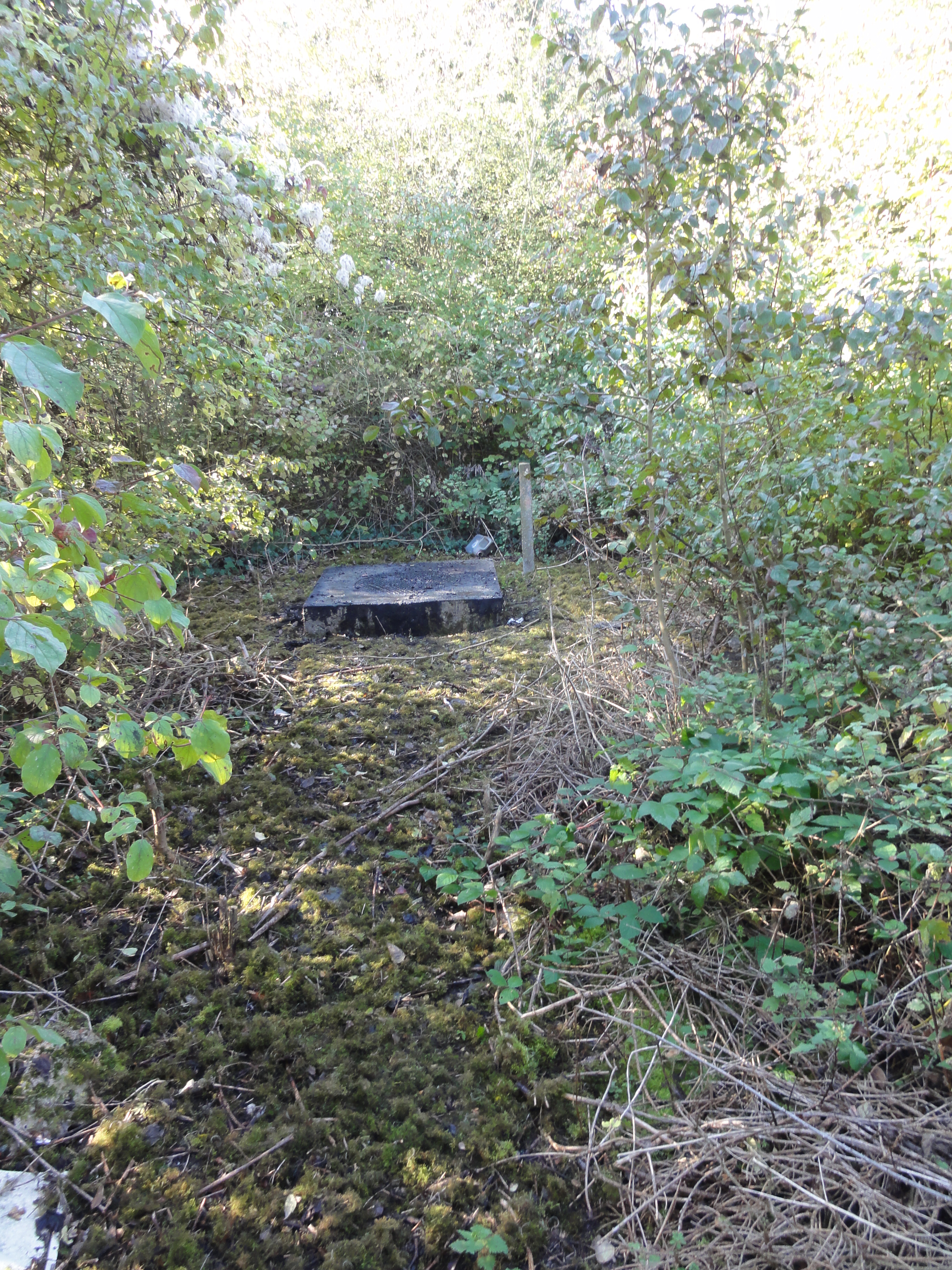
Le puits no 7 dans son environnement.

## Les terrils

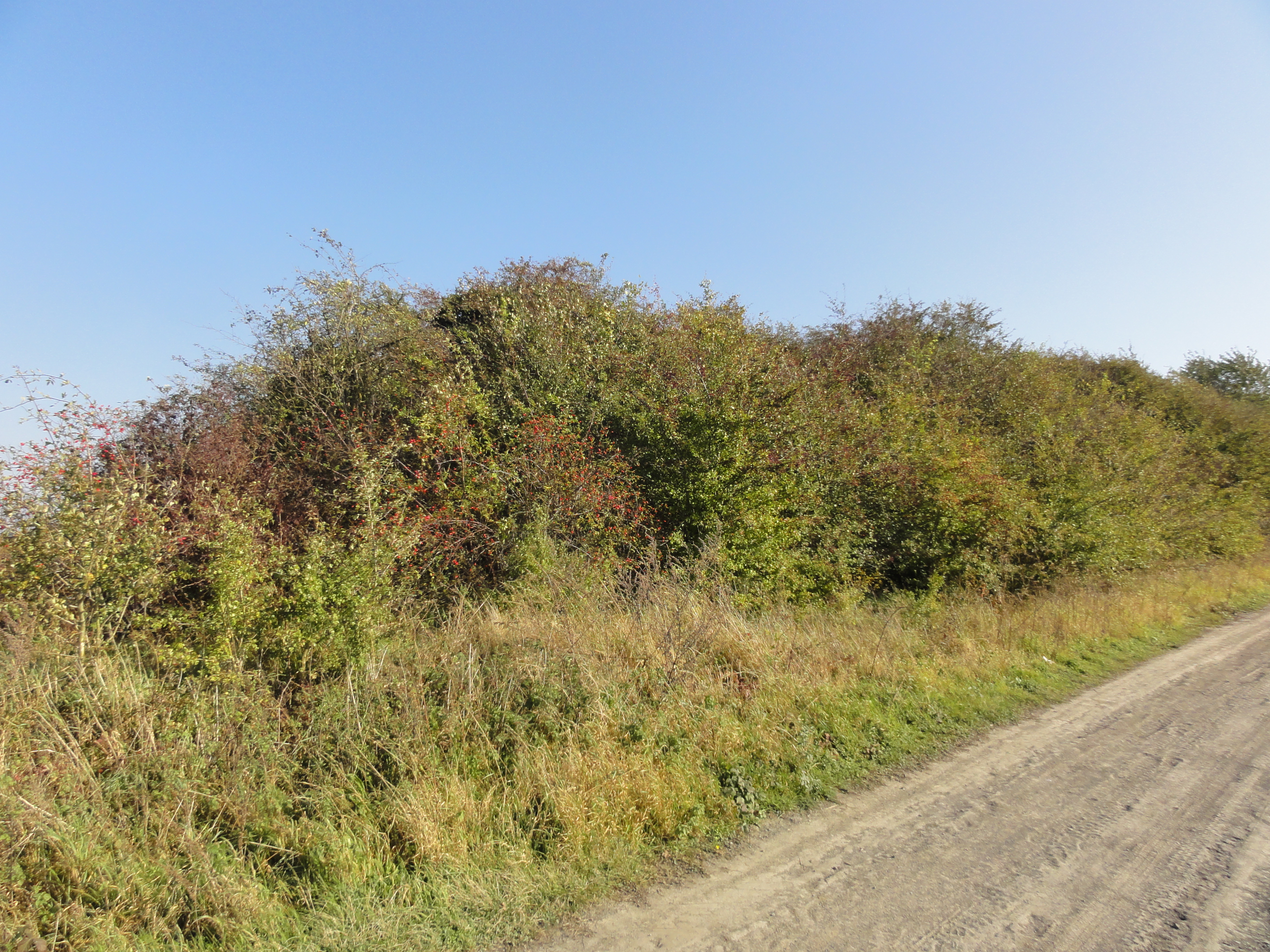
Le terril no 69.

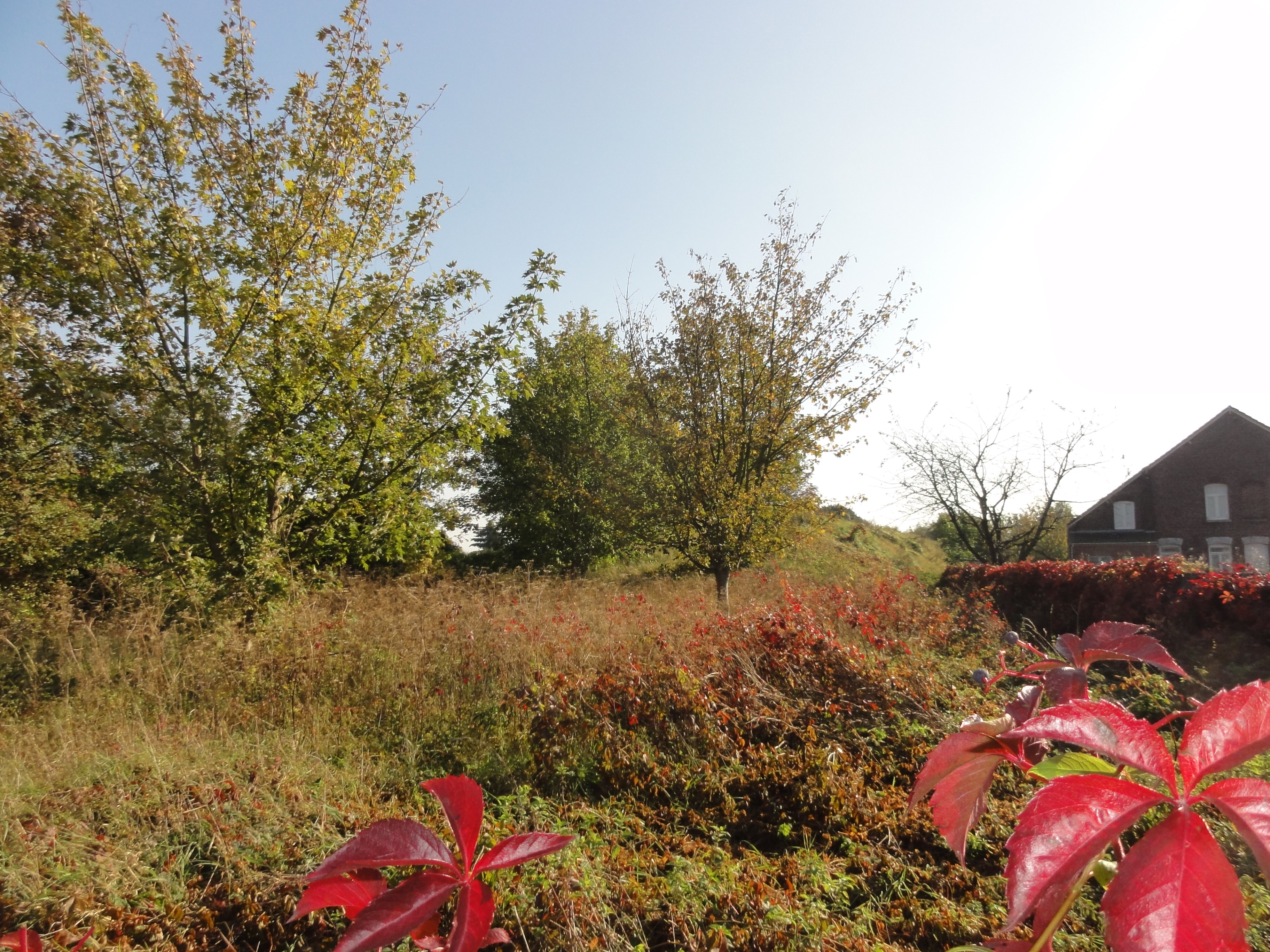
Le terril no 69A.

L'exploitation de la fosse a généré deux terrils, dont un terril cavalier.

### Terrilno69, 2 de Meurchin
50° 29′ 58″ N, 2° 54′ 19″ E
Le terril no 69, situé à Meurchin, est le petit terril plat de la fosse no 2 - 7 des mines de Meurchin.

### Terrilno69A, Cavalier du 2 de Meurchin
50° 30′ 05″ N, 2° 53′ 50″ E
Le terril no 69A, situé à Meurchin, est le terril cavalier de la fosse no 2 - 7, il permettait, avant que le pont ne soit détruit, de franchir la ligne de Lens à Don-Sainghin, et de relier la fosse à la fosse no 1.